# Mark Leckey
Mark Leckey, född 1964 i Birkenhead, Merseyside, är en brittisk konstnär som främst arbetar med videokonst.
Ett av Leckeys mest kända verk är Fiorucci Made Me Hardcore, en film som bygger på hittade filmklipp från de brittiska northern soul- och rave-scenerna under 1970-, 80- och 90-talen.
1990 ställde Leckey ut tillsammans med Damien Hirst på Institue of Contemporary Arts.
Leckey har också deltagit i Manifesta 5 (2004) och Tate Triennal (2006).
2008 tilldelades Leckey Turnerpriset.